# 日本駐亞特蘭大總領事館
日本驻亚特兰大总领事馆，是日本政府在美国亚特兰大设立的外交代表机构。馆址设在巴克海特，其领事范围为佐治亚州、亚拉巴马州、北卡罗来纳州、南卡罗来纳州和弗吉尼亚州。

## 历史
日本驻亚特兰大总领事馆于1974年2月15日设立，当时有20家日本公司在美国东南部开展业务。 1995年，总领事宫本雄二表示，日本与佐治亚州等州之间的经济关系和“基层关系”正在增进。同年，美国南部几个州的200名工会工作者在当时的领事馆所在的“殖民地广场”举行抗议活动，他们向领事馆递交了一封关于更换正在打击的2000多名凡士通工作人员的上诉函。
2002年，领事馆宣布从“殖民地广场”搬到聯盟中心。它在那里签了十年租约，面积不到26,000平方英尺（2400平方米）。领事馆在殖民地广场的租约还有三年多。由于Trizec Properties公司拥有两个办公室物业，因此领事馆很容易搬到新的位置。2005年，在美国东南部有近700家日本企业，雇用超过89,500人。当年日本的累计投资超过200亿美元。 2005年，该地区有近2万名日本人居住，其中乔治亚州有6,600人。

## 设施
它位于亚特兰大巴克海特地区菲普斯塔的850套房。 以前（截至2005年），领事馆位于聯盟中心16楼的1600室， 总领事馆的北面可以看到肯尼索山的全景。2005年，总领事馆位于巴克黑德。 1995年之前，领事馆在亚特兰大市中心的殖民地广场。